# انقلاب 16 مايو
انقلاب 16 مايو (هانغل: 5.16 군사정변) كان انقلابًا عسكريًا في كوريا الجنوبية وقع في عام 1961، وقد نظمه ونفذه بارك تشونغ هي وحلفاؤه الذين شكلوا اللجنة الثورية العسكرية، التي قادها اسميًا رئيس أركان الجيش تشانغ دو يونغ، بعد أن أذعن الأخير على مضض يوم الانقلاب. ترك الانقلاب حكومة ين بوسون المنتخبة ديمقراطيًا بلا قوة وأنهى الجمهورية الثانية، منصبًا مجلسًا عسكريًا أعلى للإصلاح الوطني بقيادة ناجحة من قبل بارك، الذي تولى رئاسته بعد اعتقال تشانغ في يوليو.
كان الانقلاب محوريًا في منح السلطة إلى نخبة تطويرية وفي إرساء أسس الصناعة السريعة لكوريا الجنوبية تحت قيادة بارك، لكن إرثه محط جدال بسبب قمع الديمقراطية والحريات المدنية الذي انطوى عليه، وعمليات التطهير التي وقعت في بدايته. ومع تسميته «ثورة 16 مايو العسكرية» من قبل بارك وحلفائه، ووصفه بأنه «ظهور أول جديد لروح وطنية ناضجة»، فإن طبيعة الانقلاب بوصفه «ثورة» محط جدال، وهناك خلاف على تقييمه.

## الخلفية والأسباب
يمكن تحليل خلفية الانقلاب من ناحية سياقه المباشر، ومن الإطار الأوسع لتطور كوريا الجنوبية بعد التحرر. فبينما قدمت الجمهورية الثانية لكوريا الجنوبية مناخًا أحاديًا اقتصاديًا وسياسيًا إشكاليًا شجع الجيش على التدخل، فإن الجذور المباشرة للانقلاب تمتد حتى أواخر فترة ري، وهناك مؤرخون عصريون، مثل يونغ سوب هان، يجادلون بأن الصورة المتكررة للانقلاب، بوصفه استجابة مباشرة حتمية على تقلبات نظام جديد مشلول بانعدام الاستقرار المستشري، مفرطة في التبسيط.

### كوريا الجنوبية تحت قيادة سينغمان ري
بداية من عام 1948، كانت كوريا الجنوبية تحت حكم سينغمان ري المعادي للشيوعية الذي استغل الحرب الكورية لتعزيز احتكار السلطة السياسية في الجمهورية. مثَّل ري مصالح الطبقة الحاكمة المحافظة، المسماة «أرستقراطيو التحرر»، الذين ارتقوا إلى مناصب نفوذهم تحت الاحتلال الأمريكي. شكل أرستقراطيو التحرر هؤلاء غالبية الطبقة السياسية، بما في ذلك مؤيدي ري ومنافسيه في الحزب الديمقراطي، الذي قدم رؤية للمجتمع تشبه بشكل كبير رؤيته. محى ري أي مصدر مهم لمعارضة حقيقية، فأمَّن على سبيل المثال إعدام تشو بونغ آم الذي أطلق حملات ضده في الانتخابات الرئاسية لعام 1956 في برنامج لإعادة التوحيد السلمي وحصل على نحو 30% من الأصوات، وهو ما مثل مستوى عاليًا من التأييد لمرشح معارض.
ومع ذلك، فحتى شخصيات معارضة مهمة مثل تشو يمكن اعتبار أنها كانت جزءًا من الإجماع المحافظ الأوسع للطبقة الحاكمة، والذي ارتكز على رؤية كونية تقليدية كونفوشيوسية ترى «التعدد في الأيديولوجيات والمساواة في العلاقات الإنسانية مفاهيمًا أجنبية»، وتمسكت بقيمة الحكومة الأبوية وسلطة شبكات واسعة من المحسوبية السياسية. كان ري، في ظل هذا النموذج التقليدي، الأكبر في المجتمع الكوري، ودان له الكوريون بالولاء العائلي، وقد عززت هذه العلاقة بروابط ولاء بين ري والعديدين في الطبقة الحاكمة.
كانت إحدى نتائج حكم أرستقراطيي التحرر توقف التنمية في كوريا الجنوبية، وهو ما تناقض بوضوح مع الوضع في جارتهم اليابان. فبينما كانت كوريا الجنوبية تتطور بشكل مكثف في ظل الاستعمار الياباني، فإن رئاسة ري لم تشهد سوى قليلًا من الجهود الجادة لتطوير اقتصاد كوريا الجنوبية، الذي ظل راكدًا وفقيرًا وزراعيًا إلى حد كبير. أثار الافتقار إلى التنمية في عهد ري رد فعل فكري قومي متزايد دعا إلى إعادة هيكلة جذرية للمجتمع وإعادة تنظيم شاملة للسياسة والاقتصاد. في ذلك الوقت، كان بارك تشونغ هي، القائد اللاحق لانقلاب مايو، ضابطًا من الدرجة الثانية في الجيش يملك ميولًا سياسية غامضة، وكان متأثرًا بشدة برد الفعل الفكري المتكشف ذلك.

### المشاكل الاجتماعية والاقتصادية في الجمهورية الثانية

#### ثورة أبريل
عقب الانتخابات المزورة في مارس 1960، تحولت الاحتجاجات المتزايدة إلى ثورة أبريل، وتعرض ري للضغط من قبل الولايات المتحدة لتقديم استقالة سلمية في 26 أبريل. ومع خروج ري من الطريق، صدر دستور جديد أسس الجمهورية الثانية، ونتج عن الانتخابات التشريعية في 29 يونيو أن فاز الحزب الديمقراطي، وتقلصت مقاعد ليبراليي ري إلى اثنين وحسب في مجلس النواب المشكل حديثًا في الجمعية الوطنية. اعتمدت الجمهورية الثانية نظامًا برلمانيًا، برئيس صوري للدولة، فكانت السلطة التنفيذية منوطة فعليًا برئيس مجلس الوزراء. انتخب الديمقراطي يون بوسون رئيسًا في أغسطس، وأصبح نائب الرئيس السابق تشانغ ميون رئيسًا للوزراء، وقد عانت الجمهورية الثانية من مشاكل في البداية، بوجود انقسامات مريرة في الحزب الديمقراطي الحاكم تنافس مع الاضطرابات الشعبية العنيفة على اهتمام الحكومة. تدهور الاقتصاد الكوري الجنوبي في ظل التضخم الشديد ومعدلات البطالة المرتفعة، بينما تزايدت معدلات الجريمة إلى الضعف. ومنذ ديسمبر 1960 وحتى أبريل 1961، فعلى سبيل المثال، ارتفع سعر الأرز بنسبة 60%، بينما ظلت البطالة فوق نسبة 23%. وقد نتج عن ذلك استشراء لنقص الغذاء. وفي تلك الأثناء، كان تشانغ ميون، الممثل عن «الفصيل الجديد» للحزب الديمقراطي، قد انتخب رئيسًا للوزراء بهامش ضئيل من ثلاثة أصوات. وأصبحت عمليات التطهير للمعينين من قبل ري غير فعالة في أعين العامة بفضل تلاعب تشانغ بقائمة المشتبه بهم لصالح رجال الأعمال الأثرياء والجنرالات الأقوياء. ورغم أن ري قد عُزل وجرى وضع دستور ديمقراطي، إلا أن أرستقراطي التحرر قد ظلوا في السلطة، وأثبتت المشاكل المتفاقمة التي واجهت كوريا الجنوبية أنها لا تقهر بالنسبة الحكومة الجديدة.